# بنتشونغ
فخاريات بنتشونغ هي نوع من الخزف الحجري التقليدية من كوريا ويعلوها اللون الأخضر المزرق. الأواني مغطاة بدهان أبيض والزخارف ملونة بصبغة حديدة. ظهر هذا الأسلوب في بدايات عهد مملكة جوسون ليستبدل السيلادون المنتشر في عهد غوريو. بعد القرن السادس عشر اختفت البنتشونغ بسبب انتشار البورسلان الأبيض. عاد استخدام بنتشونغ مجدداً في كوريا.